# Globulin miễn dịch Rho(D)
Globulin miễn dịch Rho (D) (RhIG) là một loại thuốc được sử dụng để ngăn chặn trung hòa miễn dịch Rh ở những bà mẹ âm tính với Rh và điều trị ban xuất huyết giảm tiểu cầu vô căn (ITP) ở những người dương tính với Rh. Chúng thường được cho cả trong và sau khi mang thai. Thuốc cũng có thể được sử dụng cho người âm tính với Rh khi nhận máu từ người dương tính Rh. Thuốc có thể được tiêm vào cơ hoặc vào tĩnh mạch. Một liều duy nhất có tác dụng trong vòng 2 đến 4 tuần.
Các tác dụng phụ thông thường bao gồm sốt, đau đầu, đau tại chỗ tiêm và ly giải tế bào hồng cầu. Các tác dụng phụ khác bao gồm phản ứng dị ứng, các vấn đề về thận và nguy cơ rất nhỏ có thể nhiễm virus. Ở những người bị ITP, số lượng tế bào hồng cầu bị phân giải có thể là đáng kể. Sử dụng trong khi cho con bú là an toàn. Globulin miễn dịch Rho (D) được tạo thành từ các kháng thể kháng nguyên Rho (D) hiện diện trên một số tế bào hồng cầu. Người ta tin rằng nó hoạt động bằng cách ngăn chặn hệ miễn dịch của một người nhận ra kháng nguyên này.
Globulin miễn dịch Rho (D) được đưa vào sử dụng trong những năm 1960. Nó nằm trong danh sách các thuốc thiết yếu của Tổ chức Y tế Thế giới, tức là nhóm các loại thuốc hiệu quả và an toàn nhất cần thiết trong một hệ thống y tế. Tại Vương quốc Anh, một lọ 1.500 đơn vị (300-mcg) chi phí tại NHS là khoảng 58 pound. Tại Hoa Kỳ, một đợt điều trị có giá hơn 200 USD. Chúng được lấy từ huyết tương của người.